# Trustbank Amanah
Trustbank Amanah is een Surinaamse bank. Het is de eerste bank van Latijns-Amerika die de sukuk-financiering van het islamitisch bankieren hanteert. De bank is actief in het Caraïbisch gebied en Latijns-Amerika. 
De bank werd op 30 augustus 1989 opgericht door Jules A. Tjin Wong Joe.
Eind 2015 werd voor de overstap naar islamitisch bankieren gekozen, wat op 7 december 2017 definitief werd gelanceerd. Sinds de omvorming is de naam gewijzigd naar Trustbank Amanah. Het is de eerste islamitische bank van Amerika.
Sinds 2023 is Trustbank Amanah verantwoordelijk voor het kmo-fonds. Uit dit fonds worden kleine en middelgrote ondernemers ondersteund voor duurzame economische groei.
Centrale Bank van Suriname ·
Finabank ·
Godo ·
Hakrinbank ·
Landbouwbank ·
Nationale Ontwikkelingsbank ·
Surinaamse Postspaarbank ·
Republic Bank ·
Surichange Bank ·
De Surinaamsche Bank ·
Trustbank Amanah ·
Volkscredietbank